# 신의식 (정치인)
신의식(申義湜, 1909년 10월 2일 ~ 1973년 11월 7일)은 자유당 소속으로 민의원의원을 지낸 대한민국의 정치인 겸 기업인이다. 경기도 용인 출생이며 호(號)는 석만(碩万)이다.

## 주요 경력

### 학력
- 1930년 경성법학전문학교 졸업
- 1956년 대한민국 국방대학교 행정학사 1기 졸업

### 주요 약력
- 교통부 운수국 국장
- 사회부 노동국 국장
- 교통강생회 이사장
- 자유당 경기도 용인 지구당위원장
- 자유당 경기도당위원회 부위원장
- 국회 교통체신위원장
- 경기도 용인삼업조합 조합장
- 대한교통민보 사장

## 역대 선거 결과
|  | 47.43% |

|  | 46.10% |

|  | 16.14% |